# Ed Koch

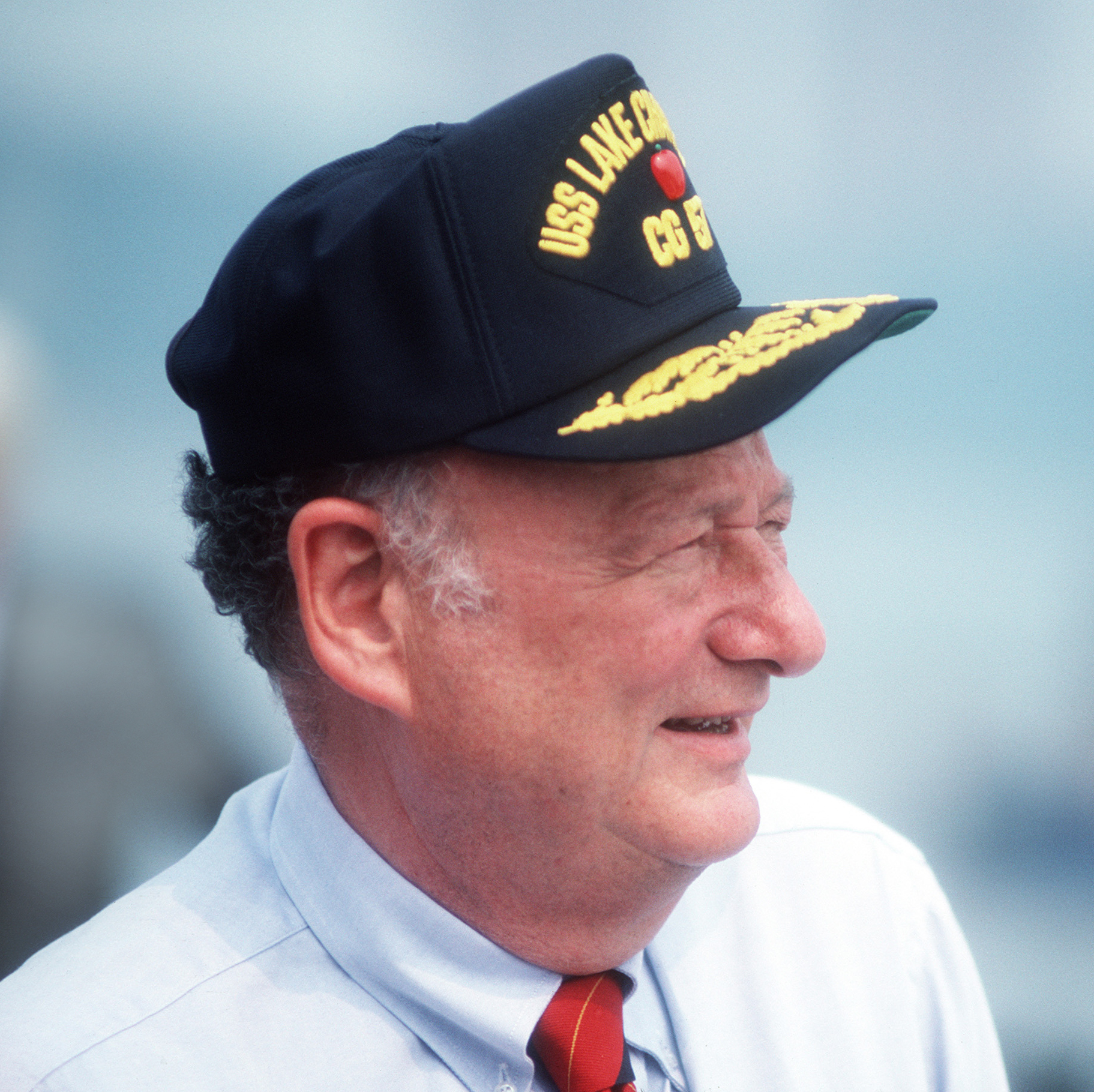
Ed Koch (1988)

Edward Irving „Ed“ Koch [kɒtʃ] (* 12. Dezember 1924 in New York City; † 1. Februar 2013 ebenda) war ein US-amerikanischer Politiker (D). Er war von 1978 bis 1989 Bürgermeister der Stadt New York.

## Leben

### Bis zur Wahl als Bürgermeister
Ed Koch wurde als zweites von drei Kindern seiner polnisch-jüdischen Eltern im Ortsteil Crotona Park East des New Yorker Bezirks Bronx geboren. Sein Vater war Kürschner. Während der Großen Wirtschaftskrise ging der Handel mit Pelzmänteln sehr schlecht, und die Familie siedelte nach Newark, New Jersey über. Seine Mutter Joyce starb an Krebs, als Ed noch relativ jung war. Von 1941 bis 1943 besuchte er das City College of New York, im Zweiten Weltkrieg wurde er von der bestehenden Wehrpflicht erfasst und in die US Army einberufen, wo er in der 104th Infantry Division diente, die im September 1944 in Cherbourg in der Normandie landete. 1946 wurde er ehrenvoll mit dem Dienstgrad eines Sergeant aus der Armee entlassen. Im selben Jahr noch schrieb er sich als Student der juristischen Fakultät der New York University ein. 1948 absolvierte er seinen Jura-Abschluss, 1949 wurde er als Anwalt zugelassen und begann seine Arbeit in einer Kanzlei.
Zwischen 1963 und 1965 war er Vorsitzender des demokratischen Bezirksverbands von Greenwich Village, war Delegierter zum Landesparteitag von New York 1964 und wurde 1966 in den New Yorker Stadtrat gewählt. Von 1969 bis 1973 vertrat er den 17. Kongresswahlbezirk des Staates New York im US-Repräsentantenhaus sowie von 1973 bis Ende 1977 (nach dem Neuzuschnitt der Bezirke) den 18. Bezirk; insgesamt war er für viereinhalb Wahlperioden neun Jahre lang Kongressabgeordneter.

### Geplante Ermordung
Ed Koch kritisierte als Kongressabgeordneter immer wieder öffentlich die Verfolgungen, Entführungen, Folter und andere Verstöße gegen die Menschenrechte in den rechten Militärdiktaturen Südamerikas der 1960er und 1970er Jahre. Er zog damit den Zorn der dort herrschenden Militärdiktatoren auf sich und wurde Ziel der Operation Condor. Im Juli 1976 hörte der CIA-Bürochef in Montevideo von einem Mordkomplott gegen den damaligen Kongressabgeordneten Koch. Zwei Monate später informierte der CIA-Direktor George H. W. Bush Koch, dass uruguayische Geheimdienstoffiziere „seine Ermordung in Auftrag gegeben“ hätten. Als Ende des Jahres 1976 zwei uruguayische Offiziere auf diplomatische Posten in Washington, D.C. versetzt werden sollten, zwang das State Department die Regierung Uruguays, deren Berufungen zurückzuziehen. Das US-Außenministerium drohte, dass andernfalls die beiden „Objekte unerfreulicher Publizität werden könnten“.

### Bürgermeister Koch
Die sexuelle Identität des „überzeugten Junggesellen“ Koch wurde Thema der Bürgermeistervorwahl 1977 gegen Mario Cuomo, als Plakate mit dem Spruch „Wählt Cuomo, nicht den Homo!“ auftauchten. Das Wahlkampfteam von Cuomo lehnte die Verantwortung für diese Plakate ab. Koch wehrte sich gegen diese Kampagne und sagte, „Nein, ich bin kein Homosexueller. Wäre ich homosexuell, hoffe ich, dass ich den Mut hätte, dies auch zu sagen. Das Grausame an dieser Kampagne ist, dass sie mich dazu zwingt, zu sagen, dass ich kein Homosexueller bin. Das bedeutet, Homosexualität abzuwerten. Ich möchte dies nicht tun.“ In seinem späteren Leben war seine Abwehr weniger explizit, und er weigerte sich, Auskunft über sein Sexualleben zu geben. So sagte er in einem Interview: „Was geht das mich an? Ich bin 73 Jahre alt. Ich finde es faszinierend, dass es Leute gibt, die sich für mein Sexualleben mit 73 Jahren interessieren. Das ist in der Tat etwas schmeichelhaft! Aber, wie ich in meinem Buch schreibe, meine Antwort auf solche Fragen ist einfach ‚Hau ab!‘ Schließlich muss es noch etwas Privatsphäre geben.“ Dass Koch tatsächlich homosexuell war, wurde erst nach seinem Tod bekannt.

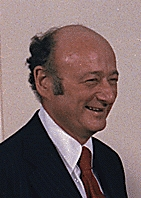
Ed Koch im Jahr 1978

Schließlich gewann Koch den Wahlkampf gegen Cuomo. Er selbst meinte, dass er einen Teil seines Erfolgs Rupert Murdoch verdanke, dessen Zeitung, die New York Post, ihn statt Cuomo den Wählern empfahl.
Am 31. Dezember 1977 legte er sein Mandat im Kongress nieder, um 105. Bürgermeister von New York City zu werden. Er wurde zweimal wiedergewählt und diente somit von 1978 bis 1989 in dieser Funktion. 1980 war er einer der New Yorker Delegierten zum Demokratischen Nationalparteitag. Im April des gleichen Jahres brach er erfolgreich einen Streik der U-Bahn- und Busfahrer, indem er sich auf das staatliche Taylor-Gesetz berief: Dieses Gesetz verbietet Streiks, die von Arbeitnehmern des Staates oder der Kommunen geführt werden, und schreibt Geldstrafen für die den Streik autorisierende Gewerkschaft vor, die sich mit jedem weiteren Tag, den der Streik andauert, kontinuierlich erhöhen. Nach elf Tagen war der Streik vorbei, und die Gewerkschaftsmitglieder kehrten an ihre Arbeitsplätze zurück.
1981 bekam Koch vom City College of New York den akademischen Bachelor-Grad verliehen.
1982 kandidierte er für das Amt des Gouverneurs von New York und verlor die Vorwahlen der Demokraten gegen seinen alten Gegner und späteren Gouverneur Cuomo. Viele Stimmen schreiben seine Niederlage einem Interview mit der Zeitschrift Playboy zu. Darin beschrieb er den Lebensstil in den Vororten und dem Rest des Staates außerhalb von New York City als „steril“ und äußerte Bedenken gegen die Aussicht, in der „Kleinstadt“ Albany als Gouverneur leben zu müssen – damit gingen ihm viele Stimmen außerhalb seiner Heimatstadt verloren.
1981 und 1985 wurde er wieder zum Bürgermeister gewählt. 1989 kandidierte er zum vierten Mal als Stadtoberhaupt, aber er verlor die Vorwahlen gegen David Dinkins, der dann Rudy Giuliani in den Hauptwahlen schlug.
Als Bürgermeister wurde ihm die wiedererlangte finanzielle Stabilität der Stadt New York zugeschrieben. Dabei führte er die Praxis ein, einen ausgeglichenen Haushalt zu verabschieden, der nach den US GAAP aufgestellt wurde. Weiter führte er ein System ein, das Straf- und Familienrichter nach Eignung auswählte, und richtete ausgiebige Wohnungsförderungsprogramme ein.
Auf seine Anordnung wurde jegliche Diskriminierung von Homosexuellen durch Mitarbeiter der Stadtverwaltung verboten. Eine weitere Anordnung sollte erreichen, dass auch die Vertragspartner und Lieferanten der Stadtverwaltung sich an die gleichen Standards halten sollten, wurde aber von einem Gericht so weit eingeschränkt, dass sie nicht für religiöse Organisationen gelten dürfte, da diese den Schutz eines bundesstaatlichen Gesetzes genossen. 1986 unterschrieb Koch als Bürgermeister ein kommunales Antidiskriminierungsgesetz, das der Stadtrat am 20. März nach mehrmaligen erfolglosen Versuchen in den Jahren davor letztendlich verabschiedete.
Als bleibendes Verdienst Kochs gilt die Schaffung von rund 150.000 Wohnungen mit geringen Mieten. Häuser, deren Besitzer die Grundsteuer schuldig bleiben, werden in den USA eingezogen. Statt diese als in rem bezeichneten und zumeist über lange Zeit verwahrlosten Häuser zu verkaufen, wurden sie durch die Stadtverwaltung unter Koch in einem eigenen Programm auf gutem, aber preiswertem Niveau renoviert und gezielt an Einwohner der Stadt mit geringem und mittlerem Einkommen vermietet. Zehn Prozent der Wohnungen wurden zur Vermeidung von Obdachlosigkeit eingesetzt.
Unter Koch kam die Stadtverwaltung in ein schlechtes Licht, als sich zwei seiner engen Vertrauten, Donald Manes und Stanley Friedman, als korrupt herausstellten. Kurz darauf erlitt er 1987 einen Schlaganfall, konnte jedoch seine Amtspflichten weiterhin erfüllen.

### Nach der Zeit als Bürgermeister
In den Jahren nach seiner letzten Amtszeit wurde er Partner des Anwaltsbüros Robinson, Silverman, Peatce, Aronsohn und Berman LLP (heute Bryan Cave LLP) und war als Kommentator, vor allem für Politik, aber auch für Filme und Restaurants in Zeitschriften, Radio und Fernsehen tätig. Neben einer Gastprofessur an der New York University spielte er auch die Rolle eines Richters in einer Gerichtssendung im Fernsehen („The People’s Court“) als Nachfolger der ursprünglichen Besetzung Judge Wapner.
Zusammen mit seiner Schwester Pat Koch Thaler publizierte er das Kinderbuch „Eddie Harold’s little Brother“. Im März 1999 erlitt er einen leichteren Herzinfarkt.
Koch war immer zur Teilnahme an den Vorwahlen der Demokratischen Partei im Wählerregister eingetragen, aber 1981 bei den Bürgermeistervorwahlen kandidierte er sowohl als Demokrat als auch als Republikaner. Als Demokrat tanzte er oft aus der Reihe der eher linken Politik, indem er sich für die Todesstrafe einsetzte und sich als eifriger Verfechter einer Law-and-Order-Politik profilierte. So setzte er die Polizei ein, um gegen Obdachlose vorzugehen, und verbot das Benutzen von Radios in U-Bahnen und Bussen. Diese Haltung führte zu schwerer Kritik von Seiten des örtlichen Verbands der American Civil Liberties Union und auch von vielen prominenten Vertretern der Afroamerikaner (vor allem Reverend Al Sharpton).

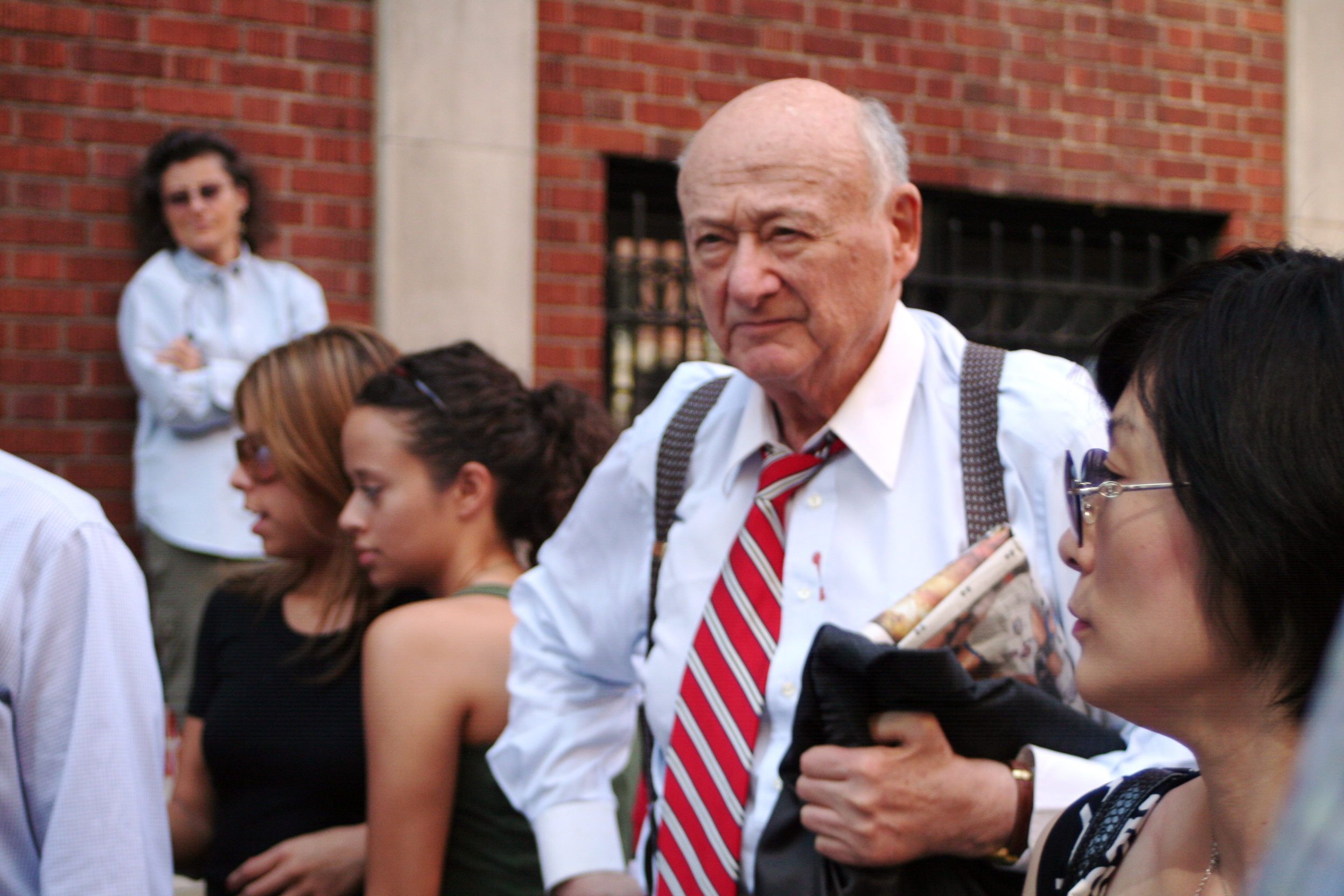
Ed Koch im Jahr 2007

Er demonstrierte eine heftige Liebe zur Stadt New York, die manchmal ins Extrem ausartete. So setzte er sich 1984 strikt gegen eine zweite Telefonvorwahl für New York ein mit der Begründung, sie würde die Bevölkerung in zwei Hälften spalten. Im Januar 1987, als gerade die New York Giants die National Football League gewonnen hatten und in der Stadt ihren traditionellen Siegeszug machen wollten, verweigerte er das, indem er sie nach Moonachie in New Jersey, wo die Giants ihre Heimspiele abhalten, verwies.
Nach seiner Amtszeit empfahl er vor allem republikanische Kandidaten wie Rudy Giuliani und Michael Bloomberg als Bürgermeister, Al D’Amato als Senator für New York, George Pataki als Gouverneur und 2003 auch George W. Bush als Präsidenten. 1980, noch als Bürgermeister, unterstützte er Ronald Reagan bei den Wahlen gegen Jimmy Carter.
Als Jude schrieb er nun über Israel und gegen Antisemitismus. Er kritisierte Präsident Obama, weil dieser Benjamin Netanjahu wegen Israels umstrittener Siedlungspolitik kritisiert hatte. Ferner arbeitete er bei dem konservativen Magazin Newsmax und trat auch in Michael Moores Dokumentation Fahrenheit 9/11 auf, wo er Präsident Bush und den Krieg in Afghanistan und im Irak verteidigte. Er war ebenfalls Protagonist in dem Anti-Michael-Moore-Film FahrenHYPE 9/11 und sagte, dass man den Irak auch ohne Massenvernichtungswaffen hätte angreifen müssen.
Am 1. Februar 2013 verstarb Koch an Herzinsuffizienz.

## Bücher
- The Mandate Millstone. U.S. Conference of Mayors. 1980, OCLC 40152378.
- How'm I doing? The Wit and Wisdom of Ed Koch. Lion Books 1981, ISBN 0-87460-362-5.
- mit William Rauch und Clare Boothe Luce: Mayor. Simon & Schuster, 1984, ISBN 0-671-49536-4.
- mit William Rauch: Politics. Horizon Book Promotions, 1989, ISBN 0-671-53296-0.
- mit John Cardinal O’Connor: His Eminence and Hizzoner: A Candid Exchange: Mayor Edward Koch and John Cardinal O'Connor. William Morrow & Company 1989, ISBN 0-688-07928-8.
- mit Leland T. Jones: All The Best: Letters from a Feisty Mayor. Simon & Schuster 1990, ISBN 0-671-69365-4.
- mit Daniel Paisner: Citizen Koch: An Autobiography. St Martins Printing 1992, ISBN 0-312-08161-8.
- Ed Koch on Everything: Movies, Politics, Personalities, Food, and Other Stuff. Carol Publishing 1994, ISBN 1-55972-225-8.
- mit Herbert Resnicow: Murder At City Hall. Kensington Publishing 1995, ISBN 0-8217-5087-9.
- mit Wendy Corsi Staub: Murder On Broadway. Kensington Publishing 1996, ISBN 1-57566-186-1.
- mit Wendy Corsi Staub und Herbert Resnicow: Murder on 34th Street. Kensington Publishing 1997, ISBN 1-57566-232-9.
- mit Wendy Corsi Staub: The Senator Must Die. Kensington Publishing 1998, ISBN 1-57566-325-2.
- Giuliani: Nasty Man. Barricade Books 1999, ISBN 1-56980-155-X.
- mit Stephen P. Graham: New York: A State of Mind. Towery Publishing 1999, ISBN 1-881096-76-9.
- mit Daniel Paisner:  I'm Not Done Yet!: Keeping at It, Remaining Relevant, and Having the Time of My Life. William Morrow & Company 2000, ISBN 0-688-17075-7.
- mit Pat Koch Thaler:  Eddie, Harold’s Little Brother. Grosset & Dunlap 2004, ISBN 0-399-24210-4.

## Referenzen
- City For Sale: Ed Koch and the Betrayal of New York – Wayne Barrett
- Filmische Bearbeitung in Shortbus, ein Film von John Cameron Mitchell